# Чеснівський Раковець
Чесні́вський Ра́ковець — село в Україні, у Збаразькій міській громаді Тернопільського району Тернопільської області. Розташоване  на півночі району. До 2020 підпорядковане Гніздичненській сільраді.
Населення — 252 особи (2007).

## Історія
Черняхівське поселення на узвишші лівого берега ріки Раковчик – притоки Горині, відкрите в 1963 році І.С.Винокуром та М.І.Островським. Черняхівський могильник – на узвишші лівого берега Раковчика, поруч із сучасним кладовищем, відкритий в 1961 році М.І.Островським. Досліджувався в 1962, 1963 роках І.С.Винокуром та М.І.Островським.
Діяли «Просвіта» й інші українські товариства.
На 1936 рік село входило до ґміни Старий Олексинець Кременецького повіту.
12 червня 2020 року, відповідно до Розпорядження Кабінету Міністрів України від  № 724-р «Про визначення адміністративних центрів та затвердження територій територіальних громад Тернопільської області», село увійшло до складу Збаразької міської громади.
19 липня 2020 року, в результаті адміністративно-територіальної реформи та ліквідації Збаразького району, село увійшло до складу новоутвореного Тернопільського району.

## Пам'ятки

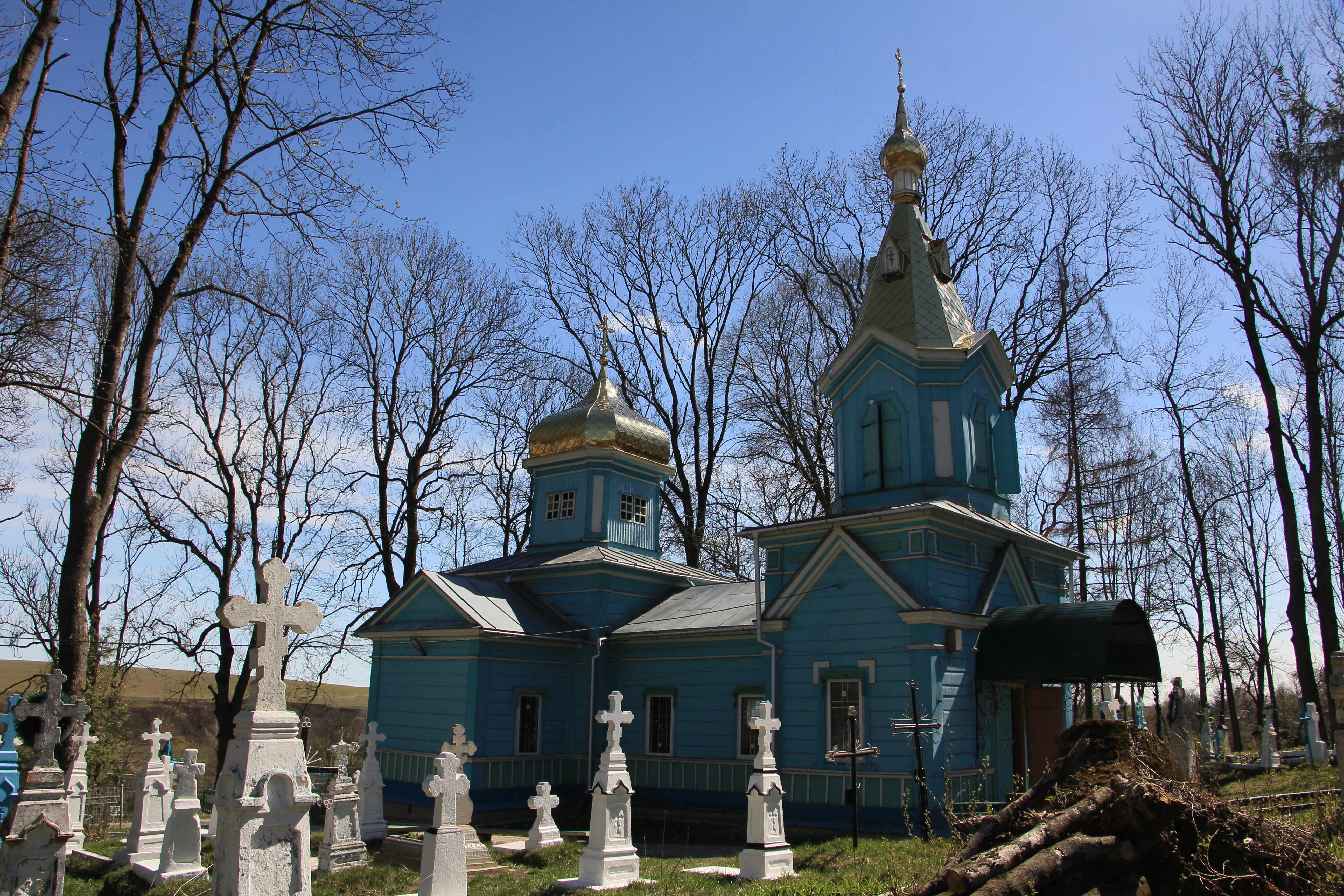
Дерев'яна церква Воздвиження Чесного Хреста

- церква Воздвиження Чесного Хреста Господнього (1860),
- «фігура» (відновлена 2002).

## Соціальна сфера
Працюють клуб, бібліотека, ФАП, торговельний заклад.

## Галерея

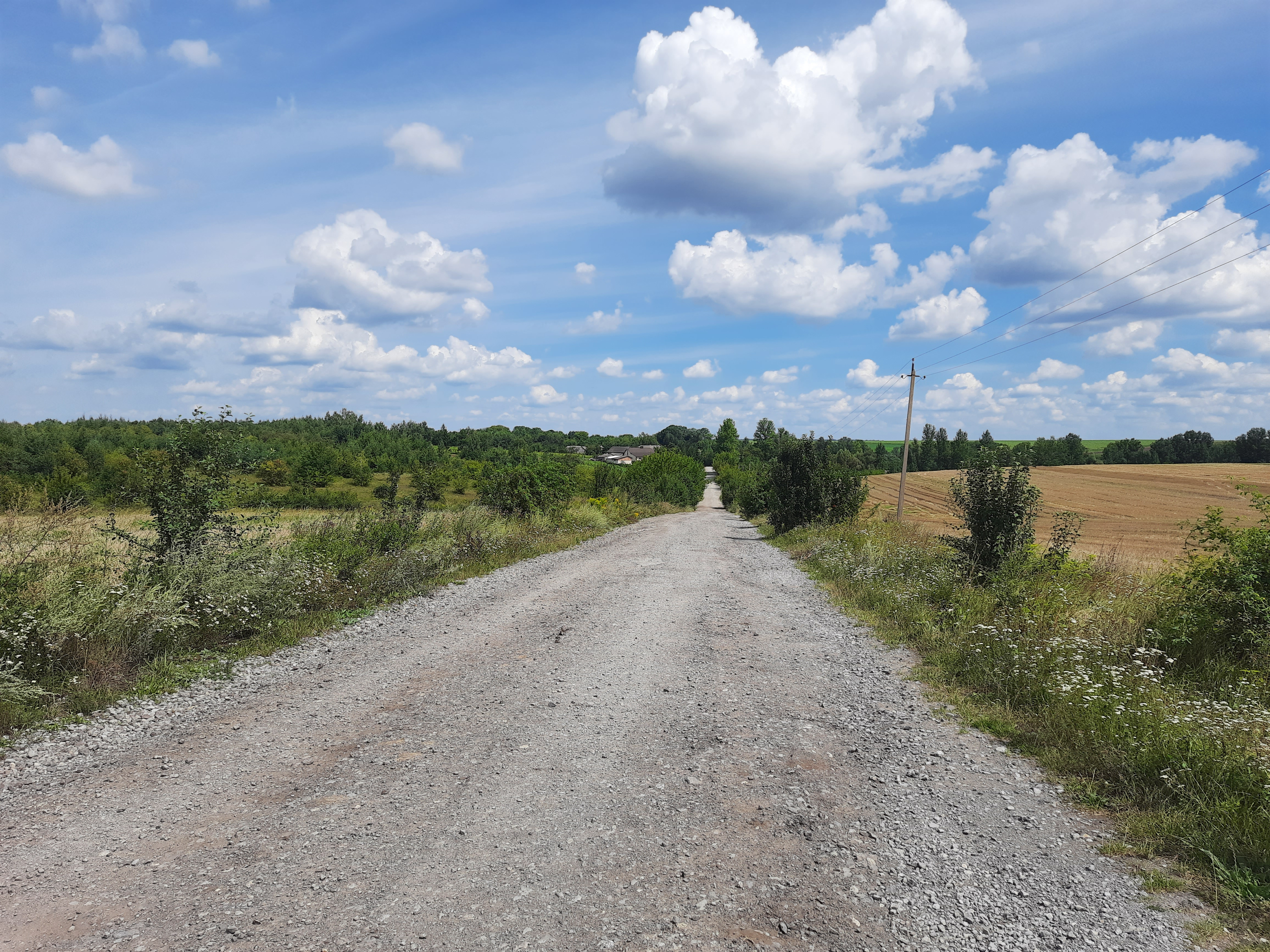
Дорога на село
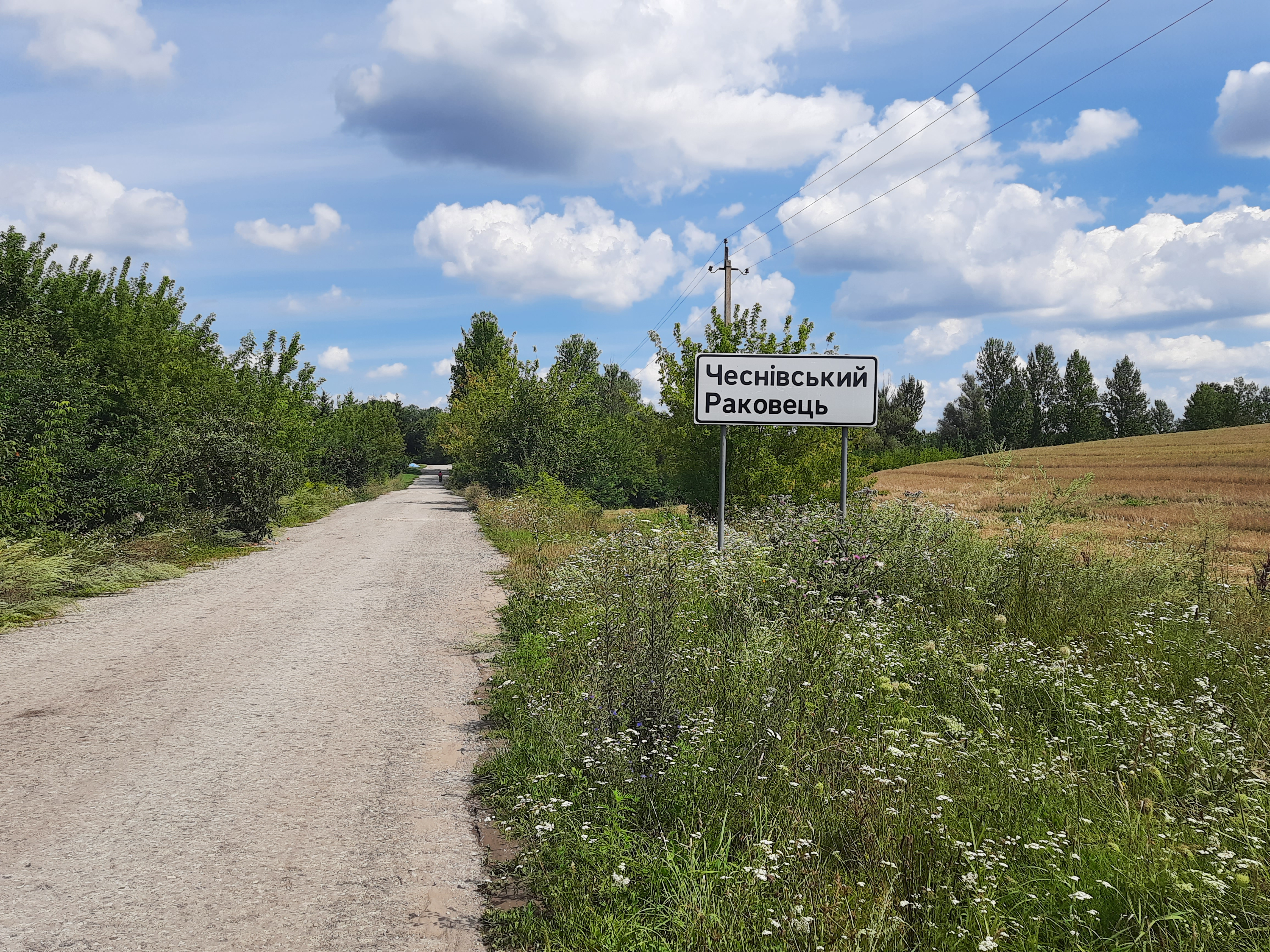
Дорожній знак при в'їзді в село
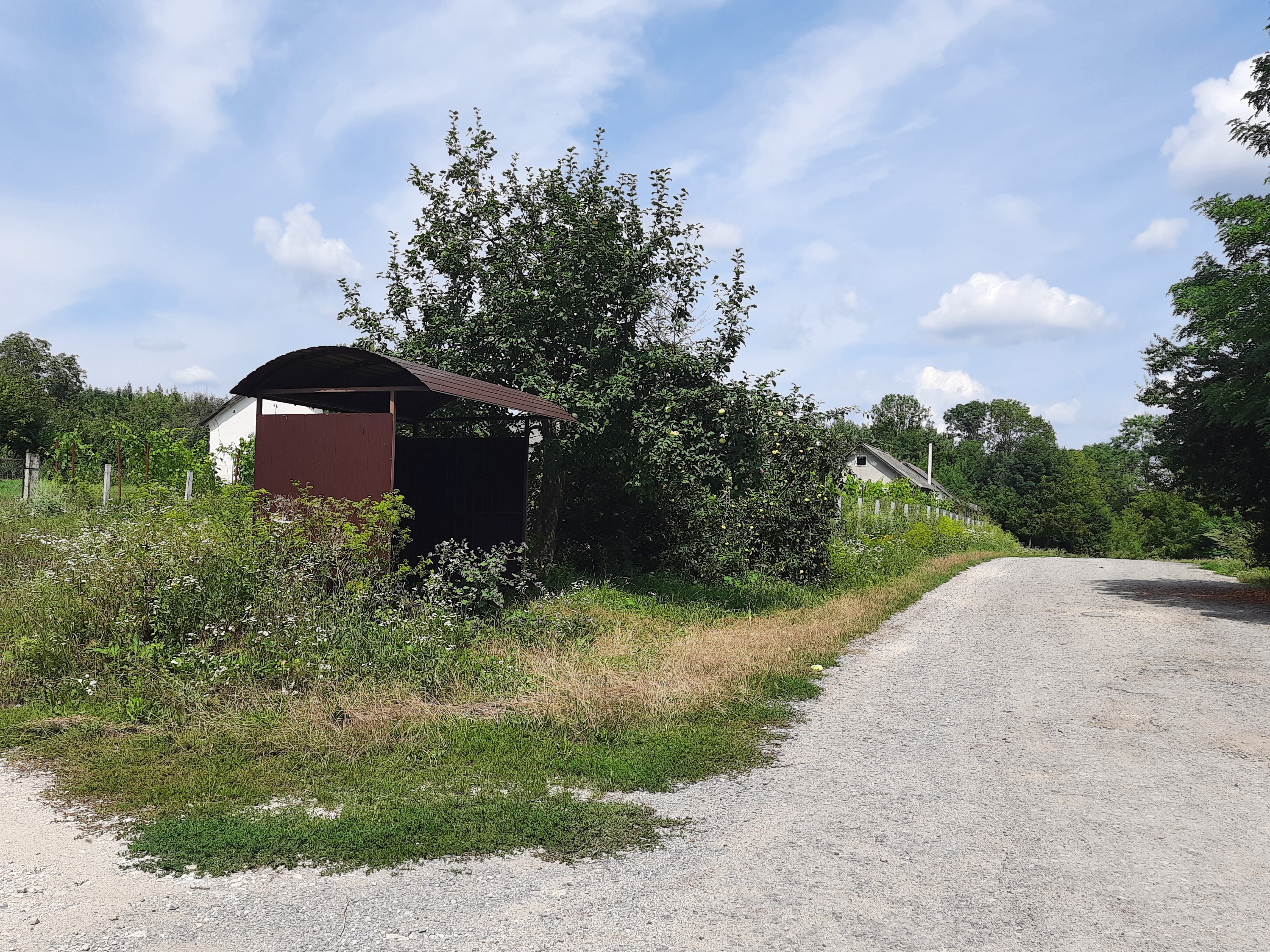
Автобусна зупинка